# Rio Grande Valley Vipers 2011-2012
La stagione 2011-12 dei Rio Grande Valley Vipers fu la 5ª nella NBA D-League per la franchigia.
I Rio Grande Valley Vipers arrivarono quarti nella Western Conference con un record di 24-26, non qualificandosi per i play-off.

## Roster
| N° | Naz.                   | Ruolo | Sportivo          | Anno | Alt. | Peso |
| -- | ---------------------- | ----- | ----------------- | ---- | ---- | ---- |
| 4  | Stati Uniti (bandiera) | G     | Courtney Fortson  | 1988 | 180  | 84   |
| 4  | Stati Uniti (bandiera) | G     | Jay-R Strowbridge | 1988 | 183  | 84   |
| 7  | Stati Uniti (bandiera) | G     | Vance Cooksey     | 1987 | 183  | 79   |
| 7  | Stati Uniti (bandiera) | G     | Ashton Mitchell   | 1988 | 180  | 84   |
| 9  | Stati Uniti (bandiera) | G     | Josh Tarver       | 1986 | 191  | 86   |
| 10 | Stati Uniti (bandiera) | G     | Kelvin Lewis      | 1988 | 193  | 88   |
| 11 | Stati Uniti (bandiera) | G     | Ben Uzoh          | 1988 | 191  | 93   |
| 12 | Stati Uniti (bandiera) | G     | Will Conroy       | 1982 | 188  | 88   |
| 13 | Stati Uniti (bandiera) | G     | Terrel Harris     | 1987 | 196  | 102  |
| 14 | Stati Uniti (bandiera) | G     | Jermaine Taylor   | 1986 | 196  | 93   |
| 15 | Stati Uniti (bandiera) | G     | Lee Humphrey      | 1988 | 188  | 87   |
| 17 | Stati Uniti (bandiera) | G     | Willie Warren     | 1989 | 193  | 91   |
| 18 | Stati Uniti (bandiera) | A     | Tyren Johnson     | 1988 | 201  | 102  |
| 20 | Stati Uniti (bandiera) | A     | Marcus Morris     | 1989 | 206  | 107  |
| 21 | Stati Uniti (bandiera) | A     | Marshall Brown    | 1985 | 201  | 102  |
| 22 | Stati Uniti (bandiera) | A     | Malcolm Thomas    | 1988 | 206  | 102  |
| 23 | Stati Uniti (bandiera) | A     | Stanley Asumnu    | 1982 | 196  | 99   |
| 24 | Nigeria (bandiera)     | A     | Suleiman Braimoh  | 1989 | 203  | 104  |
| 32 | Stati Uniti (bandiera) | C     | Sam Coleman       | 1987 | 208  | 100  |
| 32 | Stati Uniti (bandiera) | A     | Damian Saunders   | 1988 | 203  | 97   |
| 33 | Nigeria (bandiera)     | C     | Charles Okwandu   | 1986 | 213  | 122  |
| 33 | Stati Uniti (bandiera) | AC    | Greg Smith        | 1991 | 208  | 113  |
| 34 | Stati Uniti (bandiera) | A     | Derrick Caracter  | 1988 | 206  | 125  |
| 41 | Stati Uniti (bandiera) | A     | Julian Sensley    | 1982 | 206  | 102  |
| 41 | Stati Uniti (bandiera) | C     | Scott VanderMeer  | 1986 | 213  | 118  |
| 44 | Stati Uniti (bandiera) | C     | Will Foster       | 1988 | 226  | 118  |

## Staff tecnico
- Allenatore: Nick Nurse
- Vice-allenatori: Jai Steadman, Mike Taylor
- Preparatore atletico: Craig Skinner